# Čerkas'ke
Čerkas'ke (in ucraino Черкаське?) è un insediamento rurale ucraino (4 117 abitanti) nel distretto di Novomoskovs'k, nell'oblast' di Dnipropetrovs'k. Ospita l'amministrazione della comunità territoriale di Čerkas'ke.
Fino al 26 gennaio 2024 Čerkas'ke era classificata come insediamento di tipo urbano. Da tale data è entrata in vigore una nuova legge che ha abolito questo status e Čerkas'ke è stata riclassificata come insediamento rurale.